# Johannes Marbach

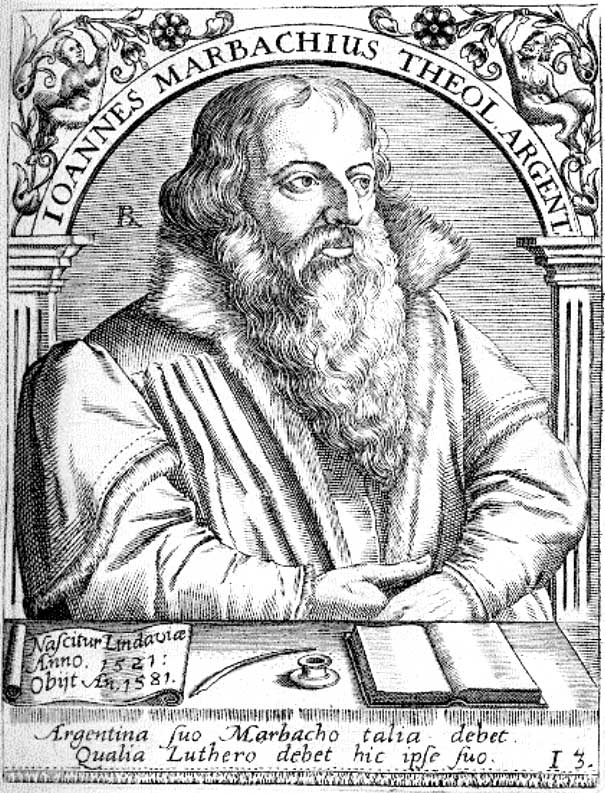
Johannes Marbach Kupferstich 16. Jahrhundert

Johannes Marbach (* 14. April 1521 in Lindau; † 17. März 1581 in Straßburg) war ein deutscher lutherischer Pfarrer und Theologe.

## Leben
Mit 15 Jahren kam der Bäckersohn aus Lindau auf die Akademie nach Straßburg, hörte Martin Bucers Predigt über den Abschluss der Wittenberger Konkordie und studierte ab 1539, an der Universität Wittenberg. Dort wurde er, zusammen mit Johannes Matthesius, Martin Luthers Tischgenosse. 1539 erlangte er den akademischen Grad eines Baccalaureus, 1540 den Magistergrad. 
Nachdem er am 22. Juni 1541 ordiniert worden war, verließ er Wittenberg, um als Diakon nach Jena zu gehen. Am 16. Februar 1543 wurde er in Wittenberg bei Luther und Philipp Melanchthon zum Doktor der Theologie promoviert. Daraufhin trat er die Nachfolge von Paul Fagius in Isny an.
Aufgrund seiner lutherischen Haltung entwickelte sich ein Konflikt mit dem Rat und den Anhängern Ulrich Zwinglis. Daher ging er 1545 auf Einladung Bucers nach Straßburg, wo er am 12. Juli Prediger an der Nikolaikirche. 1546 übernahm er die Pfarrstelle an der Nikolaikirche und eine Stelle als Kanonikus am Sankt-Thomas-Stift, ab 1549 auch eine theologische Professur an der Universität. Während dieser Zeit arbeitete er in Bucers Sinn und beteiligte sich an Veröffentlichungen. 
In den Auseinandersetzungen um das Augsburger Interim beriet er den Rat. Trotz seiner Jugend wurde er nach Hedios Tode 1552 Präsident des Kirchenkonvents und somit Leiter des Straßburger Kirchenwesens. 1552 sollte er mit Johannes Sleidanus die Stadt auf dem Konzil von Trient vertreten. Als der Streit um die Altstraßburger Richtung entbrannte, trat Marbach auf die Seite der Gnesiolutheraner und verließ nach Täuschungen das Konzil.
In Straßburg trat Marbach seitdem als überzeugter Anhänger der lutherischen Lehre hervor. Er bekämpfte die reformierte Abendmahls- und Prädestinationslehre, unter anderem Hieronymus Zanchi, dem sich Johannes Sturm angeschlossen hatte. 1563 erreichte Marbach den Weggang Zanchis und die alleinige Geltung der unveränderten Confessio Augustana anstelle der Confessio Tetrapolitana als Lehrgrundlage. Sturm wurde 1582 als Rektor der Akademie abgesetzt.
Marbach war kein Streittheologe, er ist als kirchlicher Organisator anzusehen. Trotz des Einspruchs des Rates war er für die Formula Concordiae eingetreten. Auf dieser Grundlage war die Straßburger Kirche in ihrer Kirchenordnung von 1598 geblieben. Er führte auch 1576 die Kirchenvisitation in der Kurpfalz durch und setzte sich 1578 in Pfalz-Zweibrücken für die lutherische Auffassung ein. Dabei war nicht die Lehre seine starke Seite gewesen, sondern seine Verdienste lagen auf dem Gebiet der kirchlichen Praxis.
Der Theologe Philipp Marbach war sein Sohn.